# Rosicleia Campos
Rosicleia Cardoso Campos (Río de Janeiro, 7 de noviembre de 1969) es una deportista brasileña que compitió en judo. Ganó dos medallas de bronce en el Campeonato Panamericano de Judo en los años 1992 y 1996.
Participó en dos Juegos Olímpicos de Verano en los años 1992 y 1996, su mejor actuación fue un decimotercer puesto logrado en Atlanta 1996 en la categoría de –66 kg.

## Palmarés internacional
| Campeonato Panamericano | Campeonato Panamericano | Campeonato Panamericano | Campeonato Panamericano |
| Año                     | Lugar                   | Medalla                 | Categoría               |
| ----------------------- | ----------------------- | ----------------------- | ----------------------- |
| 1992                    | Hamilton (Canadá)       | Medalla de bronce       | –66 kg                  |
| 1996                    | San Juan (Puerto Rico)  | Medalla de bronce       | –66 kg                  |